# 小文字通り

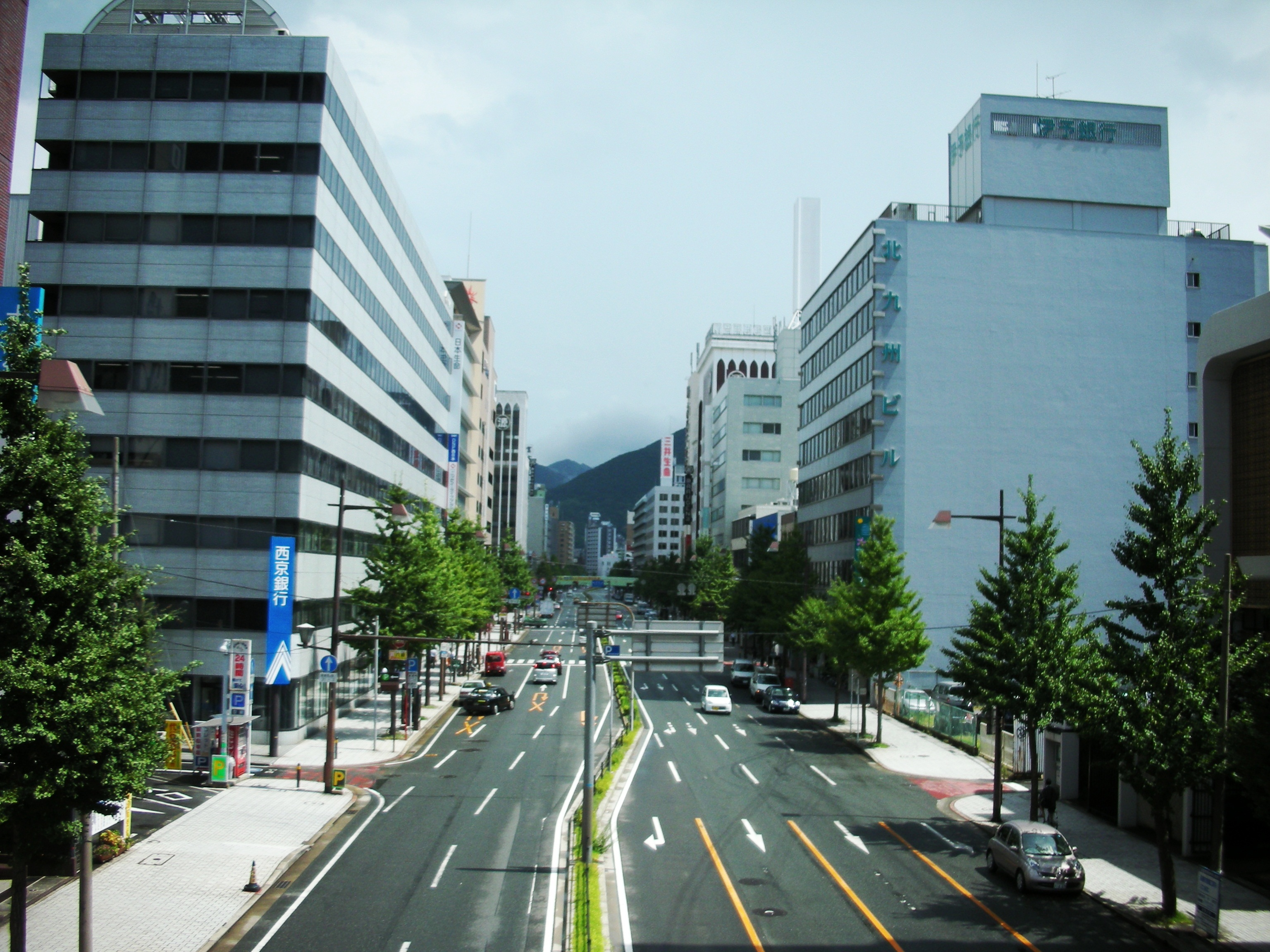
小文字通り、小倉北区堺町から冨野方面（2010年）

小文字通り（こもんじどおり）は、北九州市都心部を東西に走る道路で、北九州高速4号線富野出入口と都市計画道路大門三六線を繋いでいる道路の一部を指す名称である。

## 概要
小文字通りは福岡県北九州市小倉北区の国道3号富野口交差点から、紫川に架かる中の橋（太陽の橋）を経て、西小倉小学校下交差点に至る通りである。
通りの名称は、1948年（昭和23年）福岡国体の開催にあわせてはじめられ、翌1949年（昭和24年）より毎年8月13日の夜に、小倉北区の小文字山頂において「小」の火文字が燃やされる「小文字焼き（こもんじやき）」の行事にちなんでいる。

## ロケ
- 2008年（平成20年）12月、映画「風が強く吹いている」の撮影が行なわれた[1]。
- 2016年（平成28年）7月24日、小文字通りを12時間300mにわたり封鎖して、映画『相棒 -劇場版Ⅳ-』の大規模ロケが行われた。撮影に参加したエキストラは、北九州フィルム・コミッション史上最大（当時）の3000人が集まった。[2]

## 沿道の施設など
- 北九州市役所
- 勝山公園
- 北九州市立中央図書館
- 北九州市警察部
- 小倉北警察署
- 日本銀行北九州支店
- 松本清張記念館
- 旦過市場
- 毎日新聞西部本社
- 福岡銀行北九州営業部
- 西日本シティ銀行北九州営業部
- 広島銀行北九州支店
- 伊予銀行北九州支店
- 十八親和銀行北九州支店
- RKB毎日放送北九州支社
- 北九州商工会議所
- 日専連ベネフル本社
- ホテルクラウンヒルズ小倉

## 接続する道路
- 国道3号（富野口交差点）
- 浅香通り（紺屋町交差点）
- 平和通り（平和通り歩道橋交差点）
- みかげ通り（旦過交番前交差点）
- 福岡県道63号長行田町線（清張通り）（小倉北警察署前交差点）
- 福岡県道270号竪町到津線（西小倉小学校下交差点）